# Pasión gitana
Pasión gitana é uma telenovela mexicana, produzida pela Televisa e exibida em 1968 pelo Telesistema Mexicano.

## Elenco
- Teresa Velázquez - Gitana Tere
- Aldo Monti - Conde Rolando de Monforte
- Luis Aragón
- Aarón Hernán
- Norma Herrera
- Miguel Manzano
- Gilda Mirós
- Fanny Schiller
- Miguel Suárez
- Jorge Vargas - Mario
- Aurora Cortés
- Mario Casillas
- Jorge Casanova